# Karl L. King

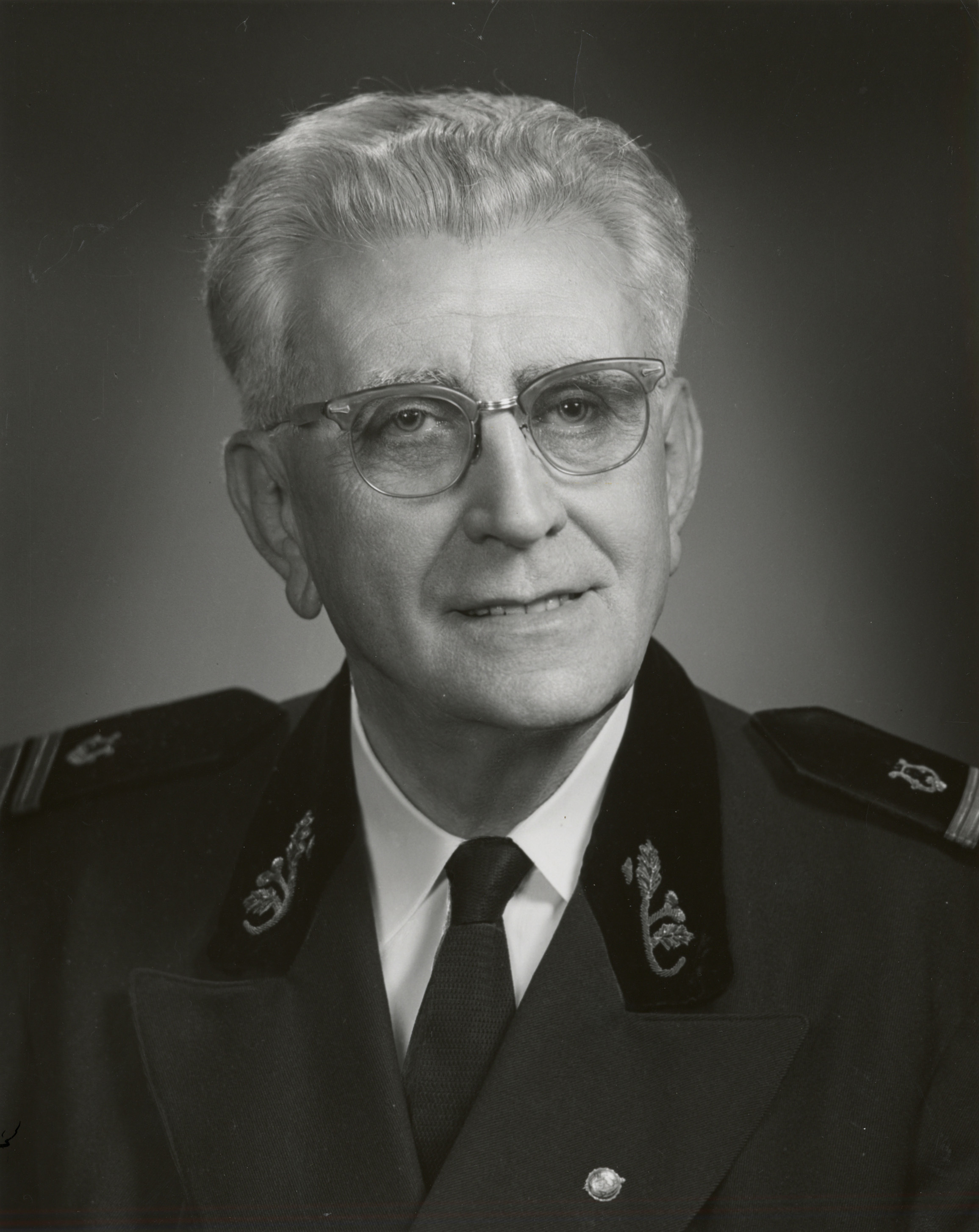
Karl L. King

Karl Lawrence King (* 21. Februar 1891 in Paintersville, Ohio; † 31. März 1971 in Fort Dodge, Iowa) war ein US-amerikanischer Komponist, Kapellmeister und Baritonist. Er ist besonders für seine „Zirkusmärsche“ bekannt.

## Leben
Karl L. King wurde in Paintersville, Ohio als Sohn eines Amateurmusikers geboren. Bis zu seinem zehnten Lebensjahr zog die Familie mehrmals um, zuerst nach Cleveland, dann nach Canton. Dort begann sich King im Alter von elf Jahren für Musik zu interessieren und erlernte zunächst das Kornett, etwas später das Baritonhorn. Er nahm Unterricht beim Dirigenten der Thayer Military Band, die Teil des örtlichen Nationalgarde-Bataillons war; bald wirkte er in diesem Orchester mit. Mit 13 Jahren schuf er seine ersten Kompositionen, die allerdings nicht erhalten sind; die ersten verlegten Werke, den Marsch T. M. B. und den Walzer Moonlight on the Nile, schrieb er 1909.
1910 zog King nach Columbus; in den folgenden Jahren spielte er in den Musikkapellen verschiedener Zirkusunternehmen. 1911 war er mit dem Yankee Robinson Circus unterwegs, wo er erste Dirigiererfahrungen sammelte. 1912 ging er mit dem Sells-Floto Circus auf Tournee; der Kapellmeister war der bekannte Komponist Walter P. English. Zu dieser Zeit komponierte er auch eine Weile unter dem Pseudonym Carl Lawrence. 1913 war King beim Zirkus von Barnum und Bailey engagiert, für den er sein wohl bekanntestes Werk, den Marsch Barnum and Bailey’s Favorite, schrieb. Die nächsten drei Jahre verbrachte er wieder beim Sells-Floto Circus, diesmal als Kapellmeister. 1916 heiratete King seine Frau Ruth, eine Musikalienhändlerin und Pianistin. Eigentlich wollte er sich daraufhin sesshaft machen, bekam aber das Angebot, zwei Jahre im Zirkus von Barnum und Bailey als Kapellmeister zu arbeiten. King nahm an und ging wieder auf Tournee, seine Frau spielte im Orchester die Dampforgel.
Nach dem Ende der Zirkustournee 1918 hoffte King, eine Stellung als Assistent John Philip Sousas zu bekommen, der zu dieser Zeit noch einmal als Militärkapellmeister bei der Marine diente und schrieb diesem. In Sousas Stab war zwar keine Stelle frei, er verhalf ihm jedoch zur Verpflichtung als Militärkapellmeister in der United States Army, wo King bis zum Ende des Ersten Weltkriegs angestellt war; er versah jedoch keinen aktiven Dienst.
Nach dem Krieg gründete King in Canton einen eigenen Musikverlag, das K.L. King Music House; daneben arbeitete er als Kapellmeister des dortigen Blasorchesters, das von der Grand Army of the Republic finanziert wurde. Da das Einkommen aus diesen beiden Tätigkeiten nicht ausreichend war, zog King 1920 nach Fort Dodge, wo er Dirigent des örtlichen Blasorchesters wurde. Auch sein Musikverlag zog dorthin um und wurde zu einem erfolgreichen Unternehmen. 1921 wurde auf sein Betreiben hin in Iowa ein bis heute gültiges Gesetz verabschiedet, das es Gemeinden unter 40.000 Einwohnern erlaubte, eine Steuer einzuheben, aus der öffentliche Orchester finanziert werden konnten. Aus Freude darüber komponierte King den Marsch Iowa Band Law. Dieser Marsch wurde 1960 vom größten jemals zusammengestellten Blasorchester aufgeführt; King dirigierte dabei beinahe 13.000 Musiker aus 188 Schulorchestern vor 80.000 Zuhörern.
Als 1929 der amerikanische Blasmusikverband American Bandmasters Association gegründet wurde, war King eines der ersten Mitglieder. Von 1936 bis 1941 war er in dessen Vereinsvorstand, 1938 auch Präsident. Daneben war er ein gefragter Gastdirigent und engagierte sich im Schulmusikwesen. King starb im Alter von 80 Jahren in Fort Dodge und ist im dortigen Northlawn Cemetery begraben.

## Werk
Karl L. King schuf mehr als 290 Kompositionen, darunter 180 Märsche. Er gilt neben Henry Fillmore und John Philip Sousa als einer der bedeutendsten amerikanischen Marschkomponisten. Besonders seine bis in die 1940er Jahre geschaffenen Werke werde heute noch häufig aufgeführt; danach schrieb er hauptsächlich einfachere Stücke für Schulorchester. Viele von Kings Kompositionen sind von seiner Zeit als Zirkusmusiker beeinflusst und werden dementsprechend immer noch von Zirkuskapellen aufgeführt. King verlegte seine Werke hauptsächlich bei C.L. Barnhouse und in seinem eigenen Musikverlag K.L. King Music House.

### Werke (Auswahl)
- 1909 Moonlight on the Nile, Walzer
- 1909 T.M.B., Marsch
- 1910 Emblem of Freedom, Marsch
- 1910 The Melody Shop, Marsch
- 1911 Robinson’s Grand Entree, Marsch
- 1912 The Centaur, Marsch
- 1913 Barnum and Bailey’s Favorite, Marsch
- 1913 Emporia, Galopp
- 1913 Ragged Rozey, Charakterstück
- 1914 Pride of Arizona, Marsch
- 1914 Sells-Floto Triumphal, Marsch
- 1917 Spanish Romance, Intermezzo
- 1919 Enchanted Nights, Walzer
- 1919 Walking Frog, Two Step
- 1920 Hosts of Freedom, Marsch
- 1921 Attorney General, Marsch
- 1921 Iowa Band Law, Marsch
- 1925 Step On It!, Marsch
- 1931 Prestissimo, Galopp
- 1933 Purple Pageant, Marsch
- 1934 The Big Cage, Galopp
- 1941 Melody a la King
- 1942 Coast Guards, Marsch
- 1942 Sky Ranger, Marsch
- 1942 United Nations, Marsch
- 1943 Alamo, Marsch
- 1944 Circus Days, Galopp
- 1945 The Trombone King, Marsch

## Würdigung

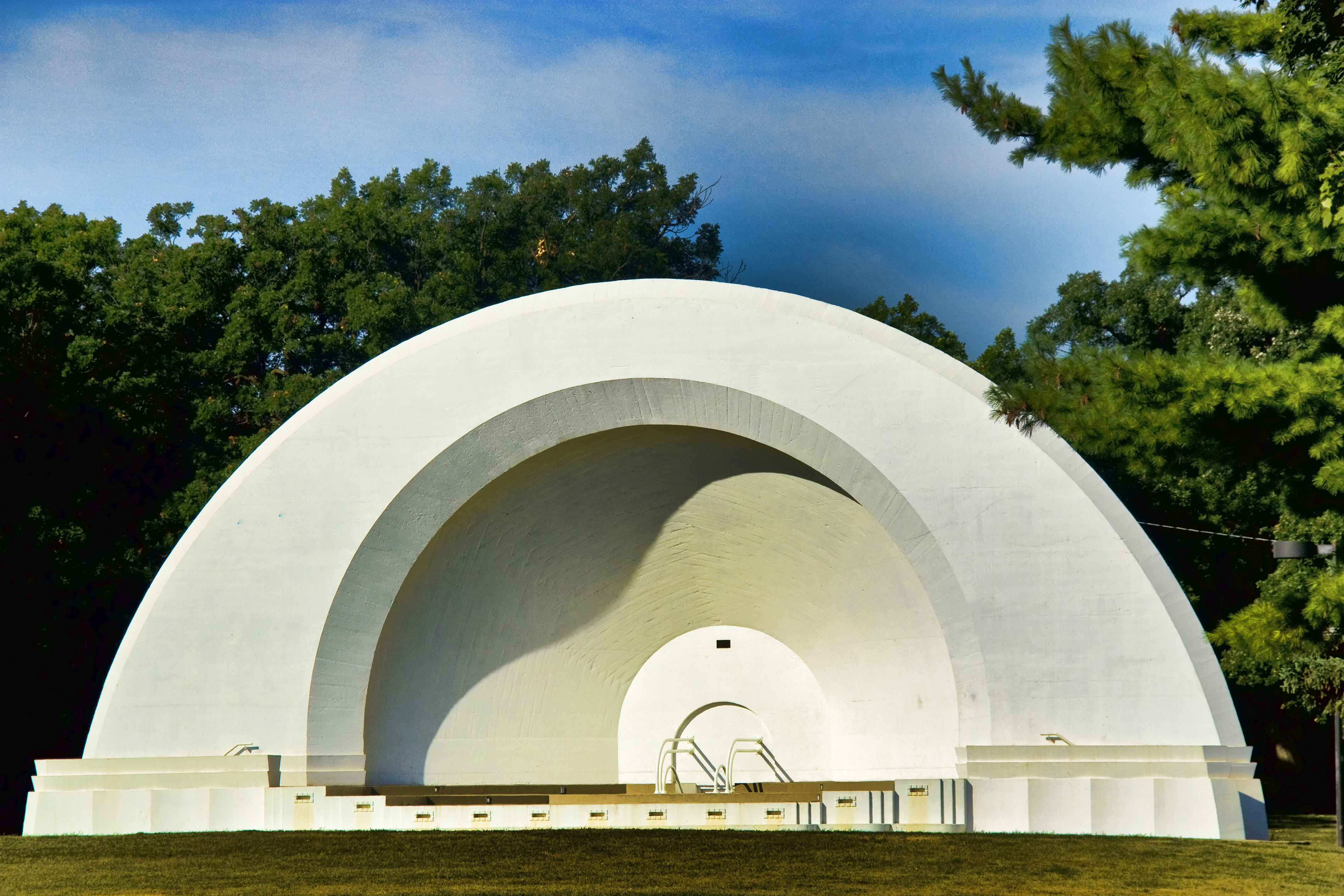
Der Oleson Park Music Pavilion, seit 1976 auch Karl King Bandshell

1949 nahm die Blasorchesterdirigenten-Verbindung Phi Beta Mu King in ihre Reihen auf. 1953 wurde ihm die Ehrendoktorwürde der Phillips University in Enid, Oklahoma verliehen. 1967 wurde King zum Ehrenpräsidenten auf Lebenszeit der American Bandmasters Association ernannt, nachdem er 1959 bereits den Distinguished Service Award desselben Verbandes erhalten hatte. In Fort Dodge, wo King 50 Jahre lang wirkte und sich auch im Gemeindeleben engagierte, wurden eine Brücke, ein Park, der Musikpavillon sowie das Orchester, das er lange Zeit leitete, nach ihm benannt. Henry Fillmore widmete King den Marsch King Karl King. Zudem verleiht der Blasmusikverband Iowa Bandmasters Association seit 1988 den Karl King Distinguished Service Award an verdiente Blasorchester-Dirigenten.